# Eliteserien i bandy 2008/2009
Eliteserien i bandy 2008/2009 spelades 16 november 2008-11 februari 2009 och vanns av Solberg SK, medan serietvåan Stabæk IF efter slutspelet vann det norska mästerskapet i bandy, genom att i finalmatchen den 8 mars 2009 besegra Stabæk IF med 8-5 på Marienlyst i Drammen. Det var Stabæk IF:s fjärde raka norska mästerskap. Lag 1-2 i serien gick vidare till semifinalspel, lag 3-4 till kvartsfinalspel. Lag 5-6 säkrade nytt kontrakt och lag 7-8 fick kvala för att hålla sig kvar.

## Seriespelet
| Nr | Lag           | Spelade | Vinster | Oavgjorda | Förluster | Gjorda mål-insläppta mål | Målskillnad | Poäng |
| -- | ------------- | ------- | ------- | --------- | --------- | ------------------------ | ----------- | ----- |
| 1  | Solberg SK    | 21      | 17      | 1         | 3         | 161 - 61                 | 100         | 35    |
| 2  | Stabæk IF     | 21      | 13      | 3         | 5         | 113 - 87                 | 26          | 29    |
| 3  | Høvik IF      | 21      | 13      | 2         | 6         | 127 - 82                 | 45          | 28    |
| 4  | Sarpsborg BK  | 21      | 9       | 2         | 10        | 95 - 104                 | 9           | 20    |
| 5  | Drammen Bandy | 21      | 8       | 3         | 10        | 89 - 103                 | -14         | 19    |
| 6  | Ullevål IL    | 21      | 8       | 3         | 10        | 116 - 109                | 7           | 19    |
| 7  | Mjøndalen IF  | 21      | 8       | 1         | 12        | 85 - 131                 | -46         | 17    |
| 8  | IF Ready      | 21      | 0       | 1         | 20        | 66 - 175                 | -109        | 1     |

## Seriematcherna
| 16 november 2008 Drammen Bandy 3 - 3 Høvik (Marienlyst) 16 november 2008 Solberg 10 - 5 Sarpsborg (Vassenga) 16 november 2008 Stabæk 6 - 2 Ready (Stabekk) 16 november 2008 Ullevål 14 - 1 Mjøndalen (Valle Hovin) 19 november 2008 Høvik 7 - 5 Stabæk (Hauger) 19 november 2008 Mjøndalen 5 - 4 Drammen Bandy (Vassenga) 19 november 2008 Ready 2 - 13 Solberg (Gressbanen kunst) 19 november 2008 Sarpsborg 4 - 4 Ullevål (Sarpsborg) 23 november 2008 Drammen Bandy 5 - 3 Ullevål (Marienlyst) 23 november 2008 Sarpsborg 13 - 5 Ready (Sarpsborg) 23 november 2008 Solberg 11 - 2 Høvik (Vassenga) 23 november 2008 Stabæk 9 - 2 Mjøndalen (Stabekk) 26 november 2008 Drammen Bandy 4 - 3 Sarpsborg (Marienlyst) 26 november 2008 Høvik 9 - 6 Ready (Hauger) 26 november 2008 Ullevål 5 - 5 Stabæk (Valle Hovin) 28 november 2008 Mjøndalen 0 - 8 Solberg (Vassenga) 30 november 2008 Ready 5 - 5 Mjøndalen (Gressbanen) 30 november 2008 Sarpsborg 4 - 3 Høvik (Sarpsborg) 30 november 2008 Solberg 7 - 3 Ullevål (Vassenga) 30 november 2008 Stabæk 8 - 5 Drammen Bandy (Stabekk) 2 december 2008 Drammen Bandy 1 - 5 Solberg (Marienlyst) 2 december 2008 Mjøndalen 3 - 7 Høvik (Vassenga) 2 december 2008 Stabæk 4 - 1 Sarpsborg (Stabekk) 2 december 2008 Ullevål 8 - 6 Ready (NIH) 10 december 2008 Høvik 9 - 4 Ullevål (Høvikbanen) 10 december 2008 Ready 4 - 5 Drammen Bandy (Gressbanen) 10 december 2008 Sarpsborg 12 - 1 Mjøndalen (Sarpsborg) 12 december 2008 Solberg 5 - 2 Stabæk (Solbergbanen) 14 december 2008 Høvik 10 - 3 Drammen Bandy (Høvikbanen) 14 december 2008 Mjøndalen 6 - 5 Ullevål (Vassenga) 14 december 2008 Ready 6 - 7 Stabæk (Gressbanen) 14 december 2008 Sarpsborg 6 - 5 Solberg (Sarpsborg) 17 december 2008 Drammen Bandy 5 - 2 Mjøndalen (Marienlyst) 17 december 2008 Solberg 10 - 0 Ready (Vassenga) 17 december 2008 Stabæk 7 - 5 Høvik (Stabekk) 17 december 2008 Ullevål 8 - 3 Sarpsborg (Valle Hovin) 21 december 2008 Høvik 7 - 1 Solberg (Høvikbanen) 21 december 2008 Mjøndalen 5 - 7 Stabæk (Vassenga) 21 december 2008 Ready 3 - 6 Sarpsborg (Gressbanen) 21 december 2008 Ullevål 7 - 4 Drammen Bandy (Valle Hovin) 26 december 2008 Ready 3 - 5 Høvik (Gressbanen) 26 december 2008 Sarpsborg 5 - 4 Drammen Bandy (Sarpsborg) 26 december 2008 Solberg 7 - 5 Mjøndalen (Solbergbanen) 26 december 2008 Stabæk 9 - 3 Ullevål (Stabekk) | 28 december 2008 Drammen Bandy 4 - 4 Stabæk (Marienlyst) 28 december 2008 Høvik 6 - 1 Sarpsborg (Høvikbanen) 28 december 2008 Mjøndalen 7 - 2 Ready (Vassenga) 28 december 2008 Ullevål 1 - 8 Solberg (Valle Hovin) 4 januari 2009 Høvik 7 - 1 Mjøndalen (Høvikbanen) 4 januari 2009 Ready 2 - 7 Ullevål (Gressbanen) 4 januari 2009 Sarpsborg 1 - 3 Stabæk (Sarpsborg) 4 januari 2009 Solberg 7 - 1 Drammen Bandy (Solbergbanen) 7 januari 2009 Drammen Bandy 8 - 4 Ready (Marienlyst) 7 januari 2009 Mjøndalen 6 - 3 Sarpsborg (Vassenga) 7 januari 2009 Stabæk 5 - 8 Solberg (Stabekk) 7 januari 2009 Ullevål 3 - 7 Høvik (Valle Hovin) 11 januari 2009 Drammen Bandy 1 - 7 Høvik (Marienlyst) 11 januari 2009 Solberg 13 - 3 Sarpsborg (Solbergbanen) 11 januari 2009 Stabæk 7 - 1 Ready (Stabekk) 11 januari 2009 Ullevål 3 - 7 Mjøndalen (Valle Hovin) 13 januari 2009 Høvik 8 - 2 Stabæk (Høvikbanen) 13 januari 2009 Mjøndalen 4 - 3 Drammen Bandy (Vassenga) 13 januari 2009 Ready 2 - 13 Solberg (Gressbanen) 13 januari 2009 Sarpsborg 5 - 5 Ullevål (Sarpsborg) 30 januari 2009 Drammen Bandy 6 - 5 Ullevål (Marienlyst) 30 januari 2009 Sarpsborg 5 - 2 Ready (Sarpsborg) 30 januari 2009 Solberg 3 - 3 Høvik (Solbergbanen) 30 januari 2009 Stabæk 6 - 0 Mjøndalen (Stabekk) 1 februari 2009 Drammen Bandy 7 - 4 Sarpsborg (Marienlyst) 1 februari 2009 Høvik 14 - 0 Ready (Høvikbanen) 1 februari 2009 Mjøndalen 2 - 6 Solberg (Vassenga) 1 februari 2009 Ullevål 4 - 6 Stabæk (Valle Hovin) 4 februari 2009 Ready 6 - 10 Mjøndalen (Gressbanen) 4 februari 2009 Sarpsborg 3 - 1 Høvik (Sarpsborg) 4 februari 2009 Solberg 5 - 6 Ullevål (Solbergbanen) 4 februari 2009 Stabæk 4 - 4 Drammen Bandy (Stabekk) 8 februari 2009 Drammen Bandy 4 - 6 Solberg (Marienlyst) 8 februari 2009 Mjøndalen 9 - 5 Høvik (Vassenga) 8 februari 2009 Stabæk 6 - 1 Sarpsborg (Stabekk) 8 februari 2009 Ullevål 9 - 2 Ready (Valle Hovin) 11 februari 2009 Høvik 2 - 9 Ullevål (Høvikbanen) 11 februari 2009 Ready 3 - 8 Drammen Bandy (Gressbanen) 11 februari 2009 Sarpsborg 7 - 4 Mjøndalen (Sarpsborg) 11 februari 2009 Solberg 10 - 1 Stabæk (Solbergbanen) |

## Slutspel

### Kvartsfinaler
- 14 februari 2009: Høvik IF-Ullevål IL 7-3
- 14 februari 2009: Sarpsborg BK-Drammen Bandy 4-3

- 16 februari 2009: Ullevål IL-Høvik IF 2-11 (Høvik IF vidare med 2-0 i matcher)
- 16 februari 2009: Drammen Bandy-Sarpsborg BK 7-5

- 18 februari 2009: Drammen Bandy-Sarpsborg BK 2-6 (Sarpsborg BK vidare med 2-1 i matcher)

### Semifinaler
- 22 februari 2009: Solberg SK-Høvik IF 6-7 efter förlängning
- 22 februari 2009: Stabæk IF-Sarpsborg BK 5-2

- 25 februari 2009: Høvik IF-Solberg IF 1-3
- 25 februari 2009: Sarpsborg BK-Stabæk IF 7-3

- 1 mars 2009: Solberg SK-Høvik IF 6-3 (Solberg SK vidare med 2-1 i matcher)
- 1 mars 2009: Sarpsborg BK-Stabæk IF 3-8 (Stabæk IF vidare med 2-1 i matcher)

### Final
- 8 mars 2009: Stabæk IF-Solberg SK 5-3

Stabæk IF norska mästare i bandy för herrar säsongen 2008/2009.

## Kvalspel till Eliteserien
Lag 1-2 till Eliteserien 2009/2010. Lag 3-4 till 1. Divisjon 2009/2010. Tredje omgången ströks då det redan inför den var avgjort vilka lag som gick vidare.
| Nr | Lag            | Spelade | Vinster | Oavgjorda | Förluster | Gjorda mål-insläppta mål | Målskillnad | Poäng |
| -- | -------------- | ------- | ------- | --------- | --------- | ------------------------ | ----------- | ----- |
| 1  | Mjøndalen IF   | 2       | 2       | 0         | 0         | 20 - 7                   | 13          | 4     |
| 2  | IF Ready       | 2       | 2       | 0         | 0         | 14 - 8                   | 6           | 4     |
| 3  | Øvrevoll/Hosle | 2       | 0       | 0         | 2         | 8 - 23                   | -21         | 0     |
| 4  | Hamar IL       | 2       | 0       | 0         | 2         | 7 - 11                   | - 4         | 0     |